# NGC 2366
NGC 2366 (другие обозначения — UGC 3851, IRAS07233+6917, MCG 12-7-40, ZWG 330.38, DDO 42, MK 71, KCPG 133B, PGC 21102) — галактика в созвездии Жираф.
Этот объект входит в число перечисленных в оригинальной редакции «Нового общего каталога».
Галактика NGC 2366 входит в состав группы галактик M81. Помимо NGC 2366 в группу также входят ещё 40 галактик.
В 1994 году NGC 2366 была обнаружена яркая голубая переменная звезда, которую изначально восприняли как вспышку сверхновой.